# Мустафа II
Мустафа́ II (осман. مصطفى ثانى, трансліт. Mustafâ-i sânî, тур. İkinci Mustafa; 6 лютого 1664—29 грудня 1703) — двадцять другий султан Османської імперії (1695–1703), син Мехмеда IV.

## Життєпис
Початок правління султана, як і двох його попередників, ознаменувався продовженням війни Османської імперії зі Священною лігою. Мустафа намагався переламати невдалий для турків хід війни. Він продовжував реформувати армію, а у 1696 році особисто очолив армію на Балканах, де добився деяких успіхів за рахунок чисельної переваги османського війська. Наступного року його армія була розбита у битві під Зентою австрійськими військами під проводом принца Євгена Савойського. Близько 50 тисяч австрійців зупинили просування турків на північ, розбивши 80-тисячну турецьку армію. Султан був змушений спостерігати з іншого берега річки за знищенням свого захопленого зненацька війська. Загинуло близько 25 тисяч турків, серед яких був великий візир та багато високих воєначальників. У 1696 році російські війська взяли фортецю Азов у результаті Азовських походів.
У 1699 році було підписано Карловицький мирний договір, відповідно до якого до Речі Посполитої поверталось Поділля, Австрія отримувала Угорщину і Трансильванію, а Венеції Туреччина поступалася Мореєю та Далмацією. За Константинопольським миром Російська імперія підтвердила право на Азов з прилеглими територіями.
Після закінчення війни Мустафа дещо відійшов від державних справ, почав жити в Едірне, де приділяв більшу частину часу полюванню. У серпні 1703 у Стамбулі почалося повстання проти султана, до якого приєдналися яничари. Урядові війська перейшли на бік повсталих, тож Мустафа II зрікся престолу на користь брата Ахмеда. Через кілька місяців колишній султан помер, є версія, що його отруїли.

## Наложниці
- Хафісе Кадин-ефенді